# جائزة ريختر
جائزة ريختر (بالعبرية: פרס רכטר) هي جائزة للعمارة الإسرائيلية تُمنَح مرتين سنوياً وتهدف إلى «تشجيع المشاريع البارزة في العمارة الإسرائيلية». تأسست عام 1962 وتمت تسميتها على شرف زئيف ريختر.